# Kaltbrunn (Schenkenzell)
Kaltbrunn ist ein Ortsteil von Schenkenzell im Landkreis Rottweil, Schwarzwald, zerstreut über die Orte Kaltbrunn, Wittichen und Vortal im Tal der Kleinen Kinzig und ihrer Seitentäler.

## Ortsgliederung

### Höfe und Weiler
Gallenbach, Grüßgott, Heubach, Kaltbrunn, Reilinsberg, Rinkenbach, Roßberg, Vortal, Wittichen (mit Wüstenbach), Zundelgraben.

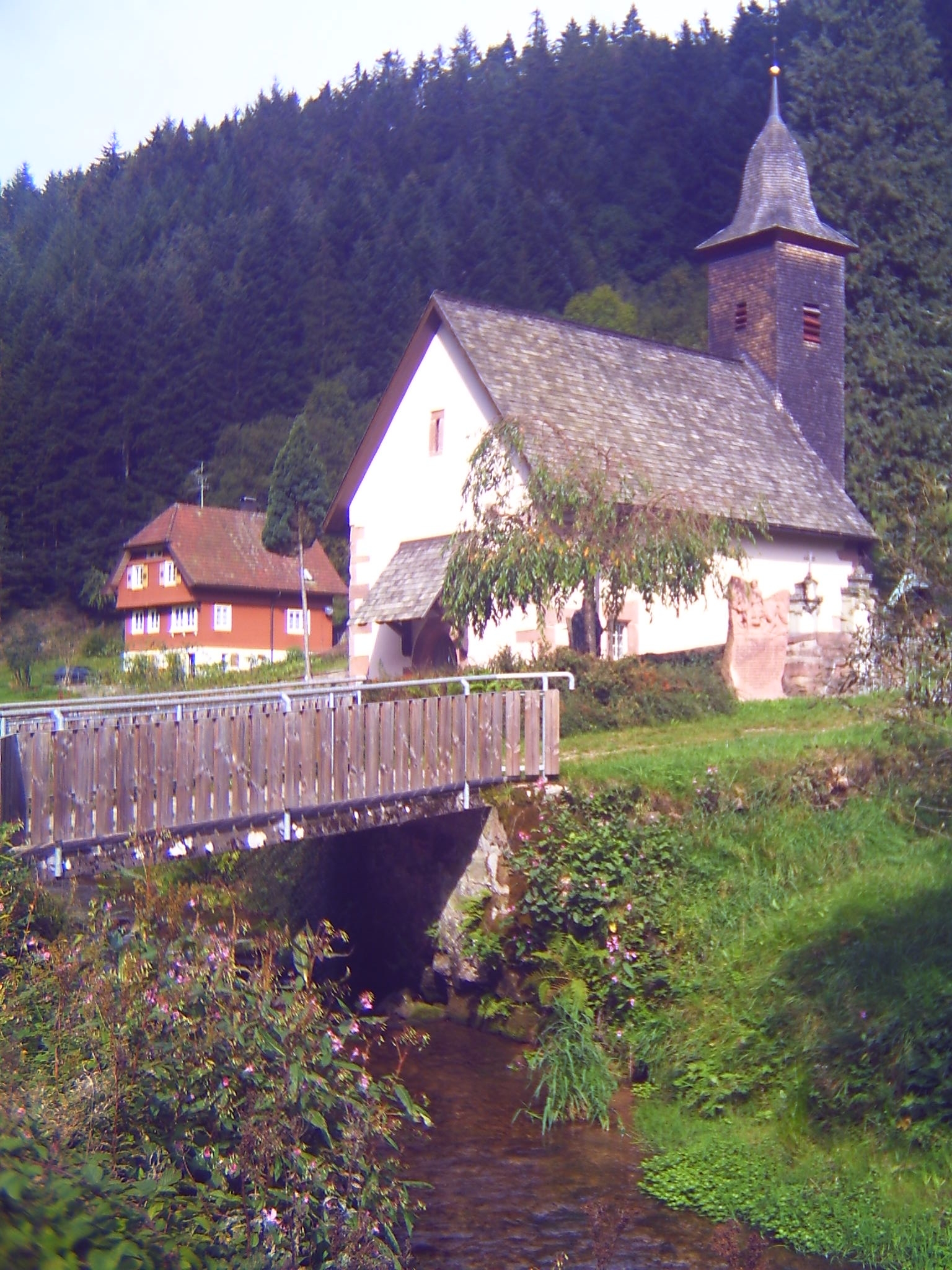
Friedhofskapelle von Kaltbrunn im Kaltbrunner Tal

## Geschichte

### Kirchengeschichte
Das alte kirchliche Zentrum von Kaltbrunn liegt auf dem Roßberg. Die ehemalige Pfarrkirche St. Georg (erbaut 1577) hat heute nur noch den Status einer Kapelle.
Die Pfarrei Roßberg mit der St. Georgskapelle wurde bereits 1275 erwähnt.
Im Teilort Wittichen wurde 1324 das Klarissenkloster von der seligen Luitgard gegründet, welches seit 1556  die Pfarrei Roßberg mitbetreut.
1802 wurde die Klosterkirche in Wittichen durch die Säkularisation des Klosters zur Pfarrkirche Allerheiligen. Kaltbrunn gehört seither kirchlich mit dem Roßberg zur Pfarrei Wittichen.

### Gemeindegeschichte
Hinter-Heubach wurde als Hof- und Waldarbeitersiedlung bereits 1275 erwähnt. 1498 lag Kaltbrunn innerhalb der geroldseckischen Herrschaft Schenkenzell. Danach wurde es fürstenbergisch. Im Jahre der Säkularisation 1802 hörte das Fürstentum Fürstenberg zeitgleich auf zu existieren, Kaltbrunn fiel an Baden.
Kaltbrunn war eine eigenständige Gemeinde im Landkreis Wolfach und kam anlässlich der Gemeindereform am 1. Januar 1974 zur Gemeinde Schenkenzell im Landkreis Rottweil.

## Wirtschaft und Tourismus
In Kaltbrunn und speziell im Ortsteil Wittichen wurde Bergbau betrieben. Viele sind wegen des Bergbaus aus Tirol eingewandert.
Der Bergbau ist seit 1492 erwähnt. Die größte Blüte hatte der Bergbau in Kaltbrunn-Wittichen
im 18. und 19. Jahrhundert.
Es wurde hauptsächlich Cobalt und Silber abgebaut.
Aus den Cobaltmineralien wurden in der Farbmühle in Wittichen Blaufarben hergestellt.
Durch die Konkurrenz mit synthetisch hergestellten blauen Farbpigmenten (Ultramarin) und durch das Nachlassen der Silbervorkommen kam der Bergbau in der 2. Hälfte des 19. Jahrhunderts zum völligen Erliegen.
Der Tourismus beschränkt sich auf Privatzimmer und ein Gasthaus.

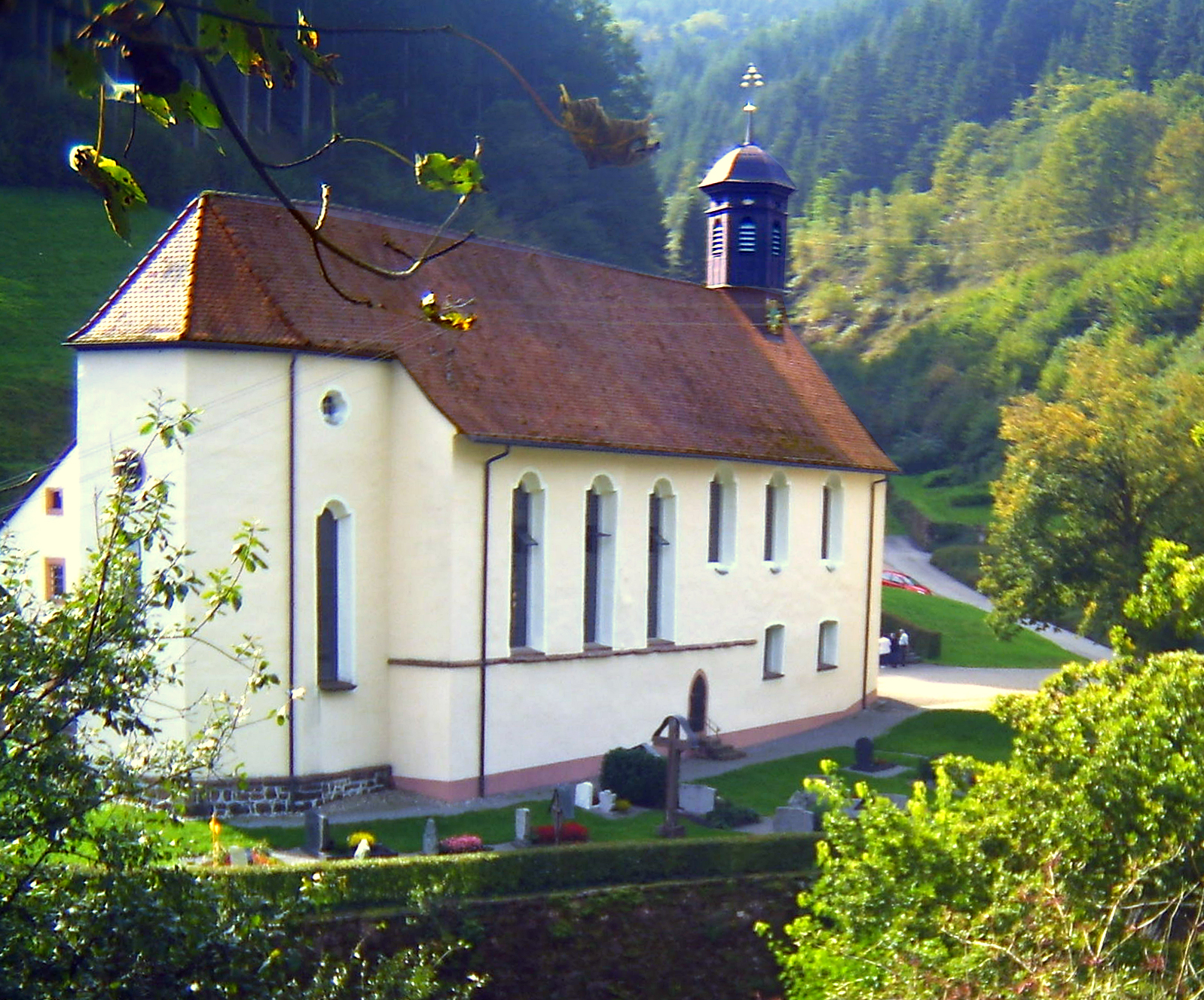
Klosterkirche in Wittichen

### Sehenswertes
- Kloster Wittichen mit Klostermuseum (Klosterschatz, Mineralienmuseum)
- Friedhofskapelle Kaltbrunn
- Kapelle St. Georg, Roßberg

### Wanderwege
- Geologischer Lehrpfad Wittichen
- Hansjakobweg I
- Querweg Gengenbach–Alpirsbach
- Kaltbrunner Rundweg